# Tabin
Tabin, jedno od slabo poznatih plemena koji su u ranoj prvoj polovici 19. stoljeća živjeli na kalifornijskoj obali. Spominje ih Langsdorff u (Voy ii 163, 1814). 
Prema antropolugu Hodgeu mogli bi biti predsvnici šire skupine Costanoan.